# ستيرلينغ (ألبرتا)
ستيرلينغ (بالإنجليزية: Stirling, Alberta)‏ هي قرية تقع في كندا في Warner County No. 5. يقدر عدد سكانها بـ 1,090 نسمة ومساحتها 2.64 كم2 وترتفع عن سطح البحر 935 متر.

## المناخ
يظهر الجدول التالي التغييرات المناخية على مدار السنة لستيرلينغ:
| البيانات المناخية لـستيرلينغ      | البيانات المناخية لـستيرلينغ | البيانات المناخية لـستيرلينغ | البيانات المناخية لـستيرلينغ | البيانات المناخية لـستيرلينغ | البيانات المناخية لـستيرلينغ | البيانات المناخية لـستيرلينغ | البيانات المناخية لـستيرلينغ | البيانات المناخية لـستيرلينغ | البيانات المناخية لـستيرلينغ | البيانات المناخية لـستيرلينغ | البيانات المناخية لـستيرلينغ | البيانات المناخية لـستيرلينغ | البيانات المناخية لـستيرلينغ |
| الشهر                             | يناير                        | فبراير                       | مارس                         | أبريل                        | مايو                         | يونيو                        | يوليو                        | أغسطس                        | سبتمبر                       | أكتوبر                       | نوفمبر                       | ديسمبر                       | المعدل السنوي                |
| --------------------------------- | ---------------------------- | ---------------------------- | ---------------------------- | ---------------------------- | ---------------------------- | ---------------------------- | ---------------------------- | ---------------------------- | ---------------------------- | ---------------------------- | ---------------------------- | ---------------------------- | ---------------------------- |
| الدرجة القصوى °م (°ف)             | 16.7 (62.1)                  | 21.8 (71.2)                  | 23.3 (73.9)                  | 31.1 (88.0)                  | 34.2 (93.6)                  | 38.3 (100.9)                 | 39.4 (102.9)                 | 38.9 (102.0)                 | 36.7 (98.1)                  | 31.7 (89.1)                  | 22.8 (73.0)                  | 19.6 (67.3)                  | 39.4 (102.9)                 |
| متوسط درجة الحرارة الكبرى °م (°ف) | −1.8 (28.8)                  | 1.5 (34.7)                   | 6 (43)                       | 12.9 (55.2)                  | 18.2 (64.8)                  | 22.3 (72.1)                  | 25.5 (77.9)                  | 25.4 (77.7)                  | 20.1 (68.2)                  | 14 (57)                      | 4.3 (39.7)                   | −0.2 (31.6)                  | 12.3 (54.1)                  |
| المتوسط اليومي °م (°ف)            | −7.8 (18.0)                  | −4.6 (23.7)                  | −0.2 (31.6)                  | 6.0 (42.8)                   | 11.3 (52.3)                  | 15.5 (59.9)                  | 18.0 (64.4)                  | 17.7 (63.9)                  | 12.6 (54.7)                  | 7.0 (44.6)                   | −2.5 (27.5)                  | −6.1 (21.0)                  | 5.7 (42.3)                   |
| متوسط درجة الحرارة الصغرى °م (°ف) | −13.8 (7.2)                  | −10.7 (12.7)                 | −6.5 (20.3)                  | −0.9 (30.4)                  | 4.2 (39.6)                   | 8.6 (47.5)                   | 10.5 (50.9)                  | 10 (50)                      | 5.1 (41.2)                   | 0 (32)                       | −7.2 (19.0)                  | −12 (10)                     | −1.1 (30.0)                  |
| أدنى درجة حرارة °م (°ف)           | −42.8 (−45.0)                | −42.2 (−44.0)                | −38 (−36)                    | −25.6 (−14.1)                | −11.7 (10.9)                 | −1.7 (28.9)                  | 0.9 (33.6)                   | −1 (30)                      | −9.4 (15.1)                  | −26.7 (−16.1)                | −34.7 (−30.5)                | −42.8 (−45.0)                | −42.8 (−45.0)                |
| الهطول مم (إنش)                   | 17.6 (0.69)                  | 11.6 (0.46)                  | 24 (0.9)                     | 31.3 (1.23)                  | 53.5 (2.11)                  | 63 (2.5)                     | 47.5 (1.87)                  | 45.8 (1.80)                  | 36.9 (1.45)                  | 18.9 (0.74)                  | 16.9 (0.67)                  | 16.7 (0.66)                  | 386.3 (15.21)                |
| المصدر: Environment Canada        |                              |                              |                              |                              |                              |                              |                              |                              |                              |                              |                              |                              |                              |